# ثنائي النوكليوتيد CpG

يسار مواقع CpG بتواتر 1/10 من كل نوكليوتيد، العينة هي محفز جين، والرامزة ATG المبينة بالأحمر هي رامزة البداية
يمين مواقع CpG بتواتر 1/100 من كل نوكليوتيد وهو التواتر الطبيعي في الجينوم أو منطقة منه ممثيلة في العادة.

الفرق بين ثنائي النوكليوتيد CpG يسارا، والزوج القاعدي CG يمينا.

ثنائي النوكليوتيد CpG أو موقع CpG (بالإنجليزية: CpG site)‏ هي مناطق في الدنا يكون فيها نوكليوتيد السايتوسين متبوعا بنوكليوتيد الغوانين في تسلسل خطي على طول الاتجاه 5' إلى 3' لسلسلة منفردة. CpG هي اختصار لـ: 5'—C—phosphate—G—3' (5'—سايتوسين—فوسفات—غوانين—3') ومعناه قاعدتا سايتوسين وغوانين مفصولتين بمجموعة فوسفات واحدة، حيث يربط الفوسفات جزيئتي نوكليوسيد في الدنا. يُستخدم الترميز CpG للتمييز بينه وبين الزوج القاعدي CG للسايتوسين والغوانين بين جانبي تسلسل مزدوج السلاسل، ويفسر هذا الترميز على أن السايتوسين في النهاية 5' لقاعدة الغوانين، ولا يجب الخلط بين CpG وGpC فالأخيرة تعني أن الغوانين يكون متبوعا بالسايتوسين في الاتجاه 5' إلى 3' لتسلسل سلسلة واحدة.
ثنائي نوكليوتيد CpG يمكن مثيلته لتشكيل 5-ميثيل سايتوسين. لدى الثدييات مثيلة السايتوسين داخل جين يمكن أن يغير ناتج التعبير عنه، وهي جزء من مجال أكبر يدرس التنظيم الجيني ويسمى علم التخلق. تسمى الإنزيمات التي تضيف مجموعة ميثيل ناقلات ميثيل الدنا، تتم مثيلة حوالي 70% إلى 80% من مواقع CpG لدى الثدييات.
يمكن تحديد مواقع ثنائيات النوكليوتيد CpG غير الممثيلة بواسطة بروتين مستقبل تنشيط المناعة 9 (TLR 9)  لدى الخلايا البلازموية المتغصنة، الخلايا الوحيدة، الخلايا الفاتكة الطبيعية، والخلايا البائية لدى البشر. ويستعمل هذا التحديد لمعرفة الإصابات الداخلية للخلايا بالعدوى الفيروسية.
لوحظ منذ مدة طويلة أن ثنائيات النوكليوتيد CpG تظهر بتواتر أقل من المتوقع في تسلسلات جينومات الفقاريات وذلك بسبب الحظ العشوائي، على سبيل المثال: في الجينوم البشري الذي لديه نسبة 42% من محتوى GC ، زوج نوكليوتيدات مكون من السايتوسين متبوع بالغوانين يُتوقَّع أن يظهر 0.21 * 0.21 = 4.41% إجماليا. تواتر ثنائي النوكليوتيد CpG في جينوم الإنسان أقل بـ1% من ربع التواتر المتوقع. واقتُرح أن هذا التواتر المنخفض يعود إلى زيادة قابلية قواعد السايتوسين الممثيلة لعمية نزع الأمين التلقائية -فتصبح ثايمين- في الجينومات التي لديها مواقع CpG ممثيلة .العدد الكلي لمواقع CpG في الجينوم البشري يبلغ حوالي 28 مليون.